# Volta à Albânia
A Volta à Albânia (em albanês : Turi Çiklistik i Shqipërisë ) é uma corrida de ciclismo por etapas disputadas na Albânia. Criada em 1925, é organizada a cada ano desde 1946 pela Federação Albanesa de Ciclismo excepto uma pausa em 1992.
Em 2017, a prova íntegra o calendário do UCI Europe Tour em categoria 2.2.
A edição de 2020 foi anulada devido à pandemia de coronavirus.

## Palmarés
| Ano       | Ganhador                   | Segundo           | Terceiro              |
| --------- | -------------------------- | ----------------- | --------------------- |
| 1925      | Jonuz Gjylbegu             |                   |                       |
| 1926-1935 | não disputado              | não disputado     | não disputado         |
| 1936      | Koco Kereku                |                   |                       |
| 1936-1945 | não disputado              | não disputado     | não disputado         |
| 1946      | Pirro Angjeli              |                   |                       |
| 1947      | Gani Laçej                 |                   |                       |
| 1948      | Mishel Cico                |                   |                       |
| 1949      | Pirro Angjeli              |                   |                       |
| 1950      | Fadil Muriqi               |                   |                       |
| 1951      | Fadil Muriqi               |                   |                       |
| 1952      | Fadil Muriqi               |                   |                       |
| 1953      | Fadil Muriqi               |                   |                       |
| 1954      | Bilal Agalliu              |                   |                       |
| 1955      | Bilal Agalliu              |                   |                       |
| 1956      | Bilal Agalliu              |                   |                       |
| 1957      | Bilal Agalliu              |                   |                       |
| 1958      | Bilal Agalliu              |                   |                       |
| 1959      | Bilal Agalliu              |                   |                       |
| 1960      | Bilal Agalliu              |                   |                       |
| 1961      | Bilal Agalliu              |                   |                       |
| 1962      | Bilal Agalliu              |                   |                       |
| 1963      | Bilal Agalliu              |                   |                       |
| 1964      | Ruzhdi Muriqi              |                   |                       |
| 1965      | Bilal Agalliu              |                   |                       |
| 1966      | Shefqet Dervishi           |                   |                       |
| 1967      | Sali Hima                  |                   |                       |
| 1968      | Sali Hima                  |                   |                       |
| 1969      | Dashamir Rama              |                   |                       |
| 1970      | Muharrem Ahmeti            |                   |                       |
| 1971      | Lutfi Zino                 |                   |                       |
| 1972      | Muharrem Ahmeti            |                   |                       |
| 1973      | Agron Tafilica             |                   |                       |
| 1974      | Agron Tafilica             |                   |                       |
| 1975      | Agron Tafilica             |                   |                       |
| 1976      | Kastriot Mezini            |                   |                       |
| 1977      | Lutfi Zino                 |                   |                       |
| 1978      | Agron Huqi                 |                   |                       |
| 1979      | Agim Tafili                |                   |                       |
| 1980      | Agim Tafili                |                   |                       |
| 1981      | Agim Tafili                |                   |                       |
| 1982      | Agim Tafili                |                   |                       |
| 1983      | Albert Çuko                |                   |                       |
| 1984      | Albert Çuko                |                   |                       |
| 1985      | Albert Çuko                |                   |                       |
| 1986      | Ardian Ferraizi            |                   |                       |
| 1987      | Agron Huqi                 |                   |                       |
| 1988      | Sytki Tafili               |                   |                       |
| 1989      | Selim Çelmeta              |                   |                       |
| 1990      | Selim Çelmeta              |                   |                       |
| 1991      | Agim Paja                  |                   |                       |
| 1992      | não disputado              | não disputado     | não disputado         |
| 1993      | Agron Boga                 |                   |                       |
| 1994      | Agim Paja                  |                   |                       |
| 1995      | Besnik Musaj               |                   |                       |
| 1996      | Besnik Musaj               |                   |                       |
| 1997      | Besnik Musaj               |                   |                       |
| 1998      | Besnik Musaj               |                   |                       |
| 1999      | Besnik Musaj               |                   |                       |
| 2000      | Besnik Musaj               |                   |                       |
| 2001      | Besnik Musaj               |                   |                       |
| 2002      | Admir Hasimaj              |                   |                       |
| 2003      | Palion Zarka               |                   |                       |
| 2004      | Palion Zarka               |                   |                       |
| 2005      | Palion Zarka               | Altin Buzi        | Plamen Dimov          |
| 2006      | Palion Zarka               | Besmir Banushi    | Jonid Tosku           |
| 2007      | Palion Zarka               | Besmir Banushi    | Jonid Tosku           |
| 2008      | Jonid Tosku                | Besmir Banushi    | Palion Zarka          |
| 2009      | Jonid Tosku                | Besmir Banushi    | Palion Zarka          |
| 2010      | Besmir Banushi             | Jonid Tosku       | Xhevahir Jahja        |
| 2011      | Besmir Banushi             | Altin Sufa        | Ylber Sefa            |
| 2012      | Besmir Banushi             | Altin Sufa        | Ylber Sefa            |
| 2013      | Eugert Zhupa               | Esad Hasanović    | Stefan Stefanović     |
| 2014      | Marko Stanković            | Yrmet Kastrati    | Paolo Braka           |
| 2015      | Marko Stanković            | Ylber Sefa        | Besmir Banushi        |
| 2016      | Ylber Sefa                 | Besmir Banushi    | Altin Sufa            |
| 2017      | Francesco Manuel Bongiorno | Pierpaolo Ficara  | Michele Gazzara       |
| 2018      | Michele Gazzara            | Nicola Gaffurini  | Bruno Maltar          |
| 2019      | Filippo Fiorelli           | Etienne van Empel | Sebastian Schönberger |